# Herb Lubonia
Herb Lubonia – jeden z symboli miasta Luboń w postaci herbu.

## Wygląd i symbolika
Herb przedstawia na tarczy dwudzielnej w słup w heraldycznie prawym, czerwonym polu połowę orła Przemysła II, z głową zwróconą w prawo. W lewym polu znajdują się trzy kamienie szlachetne na zielonym tle.
Wizerunek orła nawiązuje do herbu województwa wielkopolskiego. Kamienie szlachetne symbolizują trzy miejscowości założycielskie: Luboń, Żabikowo i Lasek. Kolor zielony ma symbolizować rolnicze pochodzenie miasta.

## Historia

Herb miasta w latach
1977–2000

Pierwszy herb Lubonia został zatwierdzony 19 stycznia 1977 roku uchwałą nr 54/77 przez Miejską Radę Narodową. Herb przedstawiał na tarczy trójdzielnej w polu prawym czerwonego goździka na pasiaku i drut kolczasty – symbol pamięci (obóz karno-śledczy w Żabikowie), w polu lewym budynki fabryki na złotym tle – symbol przemysłu (m.in. Zakłady Chemiczne Luboń) oraz w polu dolnym ciągnik na tle wschodzącego słońca – symbol rolniczych korzeni miasta (głównie w odniesieniu do Lasku). Herb został zaprojektowany przez Eugeniusza Kowalskiego, lecz łamał obowiązującą w heraldyce zasadę alternacji, ponadto tarcza złożona była w większości z symboli charakterystycznych dla Polski Ludowej. 
19 stycznia 1999 roku rozpoczęła pracę społeczna komisja, która miała na celu zmianę wizerunku herbowego od strony merytorycznej. Formę graficzną zaprojektował artysta-plastyk Jerzy Bąk, autor między innymi herbu powiatu poznańskiego, czy herbu województwa wielkopolskiego. W Skład komisji weszli: Tadeusz Jeziorowski – heraldyk, Ryszard Olszewski – ówczesny wiceburmistrz, Zdzisław Szafrański – ówczesny Przewodniczący Rady Miasta, Cezary Biderman – ówczesny inspektor ds. promocji miasta, Eugeniusz Kowalski – twórca pierwszego herbu Lubonia, Ryszard Jaruszkiewicz – regionalista, Stanisław Malepszak – regionalista oraz Izabella Szczepaniak – historyk.
Nowy herb przyjęto 1 czerwca 2000 uchwałą nr XXIII/124/2000 w sprawie ustanowienia herbu, flagi, sztandaru i pieczęci Miasta Luboń.